# Frans Alfred Meeng
Frans Alfred Meeng (né le 18 janvier 1910 et mort le 18 septembre 1944) était un joueur de football international indonésien, qui évoluait au poste de milieu de terrain.

## Biographie
Il a joué durant sa carrière dans le club de SVB Batavia. Il fait partie de l'équipe des Indes néerlandaises, qui est le premier pays asiatique à participer à une coupe du monde, celle de 1938.
L'équipe des Indes néerlandaises s'incline 6-0 au 1er tour contre la Hongrie, future finaliste de la compétition.
Caporal dans le Corps des Marines des Pays-Bas (en) pendant la Seconde Guerre mondiale, il est fait prisonnier par les Japonais qui le transportent à bord du cargo Jun'yō Maru. Le 18 septembre 1944, Frans Alfred Meeng meurt au large de Sumatra lors de son naufrage consécutif à un torpillage par le sous-marin britannique HMS Tradewind.